# Jožef Mrak
Jožef Mrak, slovenski zemljemerec in kartograf, * 25. februar 1709, Idrija, † 14. avgust 1786, Idrija.
V zgodovino se je zapisal kot vrhunski jamomerec, geodet, kartograf, predavatelj na strokovnih šolah, slikar in še posebej kot graditelj »slovenskih piramid« - mogočnih klavž na Idrijci in Belci.
Mrak je bil vodja in glavni predstavnik t. i. idrijske kartografske šole. Po letu 1736 je kot rudniški praktikant izdelal več načrtov rudnika živega srebra in 1744 zemljevid Idrije. Mapiral je rudna nahajališča na Koroškem, v Karavankah, Zasavju in na Moravskem. Projektiral je novo rudniško žgalnico v Idriji, topilnico rude v Banski Štavnici (Slovaška) ter klavže (Brusove klavže in Putrihove klavže na Belci, Klavže na Idrijci in Smrečne klavže na Zali), po letu 1750 pa trasiral cesti Idrija-Godovič in Eisenetz-Trofaich (Avstrija). Leta 1752 je bil  predavatelj zemljemerstva na idrijski rudniški in od 1763 do 1769 na metalurško-kemijski šoli. Vzgojil je več kartografov, njegovo delo pa je nadaljeval sin Anton (1739-1801).
Ob prenovitvi v 18. stoletju je s freskami okrasil župnijsko cerkev Marijinega vnebovzetja v Spodnji Idriji. Mrakovo obsežno in dragoceno kartografsko zapuščino hranijo muzejske in arhivske ustanove od Idrije in Ljubljane do Dunaja. Zaradi pomembnega prispevka k slovenski znanosti ga je raziskovalec zgodovine slovenske znanosti in tehnike Sandi Sitar uvrstil v knjigo Sto slovenskih znanstvenikov (1987).